# Cristo del Caloco
La ermita del Cristo del Caloco es una ermita en la que se venera la imagen del Cristo del Caloco. Se ubica en el municipio de El Espinar, en la provincia de Segovia (Castilla y León, España). La ermita se halla situada a unos 5 kilómetros de la localidad, a escasos metros de la N-VI en dirección a Navas de San Antonio, y a los pies del Cerro del Caloco.
Las fiestas grandes de El Espinar, que se celebran en honor al Cristo del Caloco, comienzan el sábado anterior al segundo domingo del mes de septiembre. Al final de la misma se celebra una romería desde la iglesia de San Eutropio en El Espinar hasta la ermita, declarada de Interés Turístico Nacional.
En 1955, la ermita sirvió para ambientar la película Marcelino, pan y vino, dirigida por Ladislao Vajda y protagonizada por Pablito Calvo.